# 胶济客运专线
- 關於1904年通车，目前仅开行普速列车的铁路，請見「胶济铁路」。
- 關於2018年通车，设计时速350km/h的高速铁路，請見「济青高速铁路」。

胶济客运专线，即胶济四线，简称胶济客专，是中国山东省内一条连接青岛市与济南市的铁路客运专线，在2006年的一个规划版本中作为青太客运专线（或称太青客运专线）的起点段。其正線全長361.7公里，东起青島站，西至大明湖站，途經濰坊、淄博等地，正线共設14個車站，并通过京济南联络线和济沪南联络线联络线接入济南西站；設計最高行車時速250公里，实际最高行車瞬间時速200公里，全程动车组列车需运行需2.5小時。工程于2007年1月8日启动，2008年12月21日全线建成通车。
营运方面会交由“胶济铁路客运专线有限责任公司”负责，公司成立于2006年10月8日。

## 歷史
- 2007年1月8日：正式開工。
- 2008年7月20日：青岛至临淄段开通运营。[永久]
- 2008年12月21日：臨淄至济南间開通運營，胶济客运专线至此全线贯通，所有胶济线的旅客列车全部改由胶济客专运行。初期允许速度按每小时120公里运行[5][6]。
- 2009年3月1日：提速至每小时160公里。在汛期过后提速至每小时180公里。[7]
- 2009年9月20日 - 大明湖站（原济南东站）-淄博站、临淄站-高密站间最高速度200km/h。淄博站-临淄站、高密站-胶州北站间最高速度250km/h。[8]
- 2010年 - 最高速度降低至200km/h。
- 胶济客运专线自开通以来，线上运行的动车组越来越多，胶济客运专线因高普混跑导致的运营压力不断增大。为使动车组顺利开行[9]，从2013年开始，胶济客运专线上的大部分普速客车逐渐回到胶济线上运行，而胶济客运专线基本只运行动车组。[10][11]
- 2018年4月17日，济青高铁至胶济客专联络线道岔在马店线路所铺设完成。该线路所新设于胶州北至高密区间。[12]
- 2018年10月16日，石济客专至胶济客专联络线道岔在五里堂线路所铺设完成。该线路所新设于章丘至大明湖区间，位于历城区董家街道五里堂村。[13]
- 2023年11月28日，全线列控地面设备升级改造工程完工，列车运行控制系统升级为CTCS-2型。[14][15]

## 车站
所有車站均位於山東省。
|      | 胶济客运专线 |                        |        |        |           |                                                                    |                         |
| 序号 | 名称         | 青岛站起计里程（公里） | 所在地 | 所在地 | 规模      | 城市轨道交通换乘路线                                               | 备注                    |
| 1    | 青岛站       | 0.630                  | 青岛市 | 市南区 | 6站台10线 | 青岛地铁1号线 青岛地铁3号线                                        | 胶济客运专线起点        |
| 2    | 四方站       | 6.666                  | 青岛市 | 市北区 | 1站台8线  | 不適用                                                             | 停办客运业务            |
| 3    | 青岛北站     | 15.585                 | 青岛市 | 李沧区 | 8站台18线 | 青岛地铁1号线 青岛地铁3号线 青岛地铁8号线                          | 2014年1月10日起开办客运 |
| 4    | 城阳站       | 30.722                 | 青岛市 | 城阳区 | 4站台12线 | 不適用                                                             |                         |
| 5    | 即墨站       | 42.594                 | 青岛市 | 即墨区 | 2站台11线 | 不適用                                                             |                         |
| 6    | 胶州北站     | 62.782                 | 青岛市 | 胶州市 | 3站台9线  | 青岛地铁8号线 青岛地铁14号线（规划）                               | 2011年1月12日起开办客运 |
| 7    | 马店线所     | 67.120                 | 青岛市 | 胶州市 | 不適用    | 不適用                                                             |                         |
| 8    | 高密站       | 97.715                 | 潍坊市 | 高密市 | 2站台5线  | 不適用                                                             |                         |
| 9    | 峡山站       | 124.941                | 潍坊市 | 坊子区 | 4站台8线  | 不適用                                                             | 原昌邑站，未开办客运    |
| 10   | 潍坊站       | 180.012                | 潍坊市 | 潍城区 | 4站台12线 | 不適用                                                             |                         |
| 11   | 昌乐站       | 203.494                | 潍坊市 | 昌乐县 | 3站台10线 | 不適用                                                             |                         |
| 12   | 青州市站     | 234.468                | 潍坊市 | 青州市 | 2站台4线  | 不適用                                                             |                         |
| 13   | 临淄站       | 256.004                | 淄博市 | 临淄区 | 2站台9线  | 不適用                                                             |                         |
| 14   | 淄博站       | 280.930                | 淄博市 | 张店区 | 4站台10线 | 市域铁路张博线（在建） 轨道交通1号线（规划） 轨道交通3号线（规划） |                         |
| 15   | 周村东站     | 295.380                | 淄博市 | 周村区 | 2站台5线  | 不適用                                                             | 未开办客运              |
| 16   | 章丘站       | 345.093                | 济南市 | 章丘市 | 2站台5线  | 不適用                                                             | 2009年6月18日起开办客运 |
| 17   | 五里堂所     | 361.655                | 济南市 | 历城区 | 不適用    | 不適用                                                             |                         |
| 18   | 大明湖站     | 389.809                | 济南市 | 历下区 | 3站台5线  | 不適用                                                             | 胶济客专线终点          |

## 事故
2018年8月8日，因胶济客专潍坊至昌邑间设备故障，导致多趟列车停运。8月9日11时40分，经铁路部门抢修，设备故障已经修复，列车陆续恢复运行。